# Csilla
A Csilla írói névalkotás a csillag szóból. Először Dugonics András használta 1788-ban megjelent Etelka című regényében.

## Rokon nevek
Csillag

## Gyakorisága
A Csilla a 20. század második felében vált gyakorivá, 1967-ben 17., a 80-as években a 29. leggyakrabban adott női név volt.
Az 1990-es években továbbra is gyakori névnek számított. A 2000-es évektől veszített a népszerűségéből, ekkor már csak a 90–98. helyen állt, a 2010-es években pedig már nem is szerepelt a 100 leggyakrabban adott női név között.
A teljes népességre vonatkozóan a Csilla a 2000-es években a 38–39., a 2010-es években a 37–39. helyen szerepelt a 100 leggyakrabban viselt női név között.

## Névnapok
március 22., április 22., június 2., augusztus 10., november 22.

## Híres Csillák
- Auth Csilla énekesnő
- Csomor Csilla színésznő
- Földi Csilla súlyemelő
- Füri Csilla öttusázó
- Gulyás Csilla hárfaművész
- Madarász Csilla úszó, edző
- Molnár Csilla szépségkirálynő
- Rózsa Csilla profi golfozó
- Szentpéteri Csilla zongorista
- Tatár Csilla műsorvezető

## Egyéb Csillák
- csilla: növénynév, a Scilla növénynemzetség magyar nevének, a csillagvirágnak a változata.[2]
- csilla: nyelvjárási szó, a jelentése a gyékény és a nád gyenge hajtása, illetve gyéren növő sás.[2]